# 中国共产党第十四届中央委员会
中國共產黨第十四屆中央委員會由中國共產黨第十四次全國代表大會于1992年10月18日在北京选举产生。大会选出中央委員189人，中央候補委員130人。

## 人员名单

### 中央委员会委员
中央政治局常委
| 排名 | 肖像 姓名 | 党职                                                   | 公职                                                                                                | 分工                                                                               |
| ---- | --------- | ------------------------------------------------------ | --------------------------------------------------------------------------------------------------- | ---------------------------------------------------------------------------------- |
| 1    | 江澤民    | 中共中央總書記 中共中央军委主席 中共中央政治局常委     | 中華人民共和國主席 中華人民共和國中央軍事委員會主席 中國紅十字會名譽會長                            | 中央外事工作領導小組組長（1993年起） 中央財經領導小組組長 中央對台工作領導小組組長 |
| 2    | 李鵬      | 中共中央政治局常委 國務院黨組書記                      | 中華人民共和國國務院總理                                                                            | 國家國防動員委員會主任 中央機構編制委員會主任 中央外事工作領導小組組長（至1993年） |
| 3    | 喬石      | 中共中央政治局常委 全國人大常委會黨組書記              | 全國人民代表大會常務委員會委員長                                                                    | 中央社會治安綜合治理委員會主任                                                     |
| 4    | 李瑞環    | 中共中央政治局常委 全國政協黨組書記                    | 中國人民政治協商會議全國委員會主席 中國殘疾人聯合會名譽主席                                         |                                                                                    |
| 5    | 朱鎔基    | 中共中央政治局常委 國務院黨組副書記                    | 中華人民共和國國務院副總理（排名第1） 中國人民銀行行長（1993年至1995年兼） 清華大學經濟管理學院院長 | 中央農村工作領導小組組長（1993年至1994年）                                         |
| 6    | 劉華清    | 中共中央政治局常委 中共中央軍委副主席                  | 中華人民共和國中央軍事委員會副主席                                                                  |                                                                                    |
| 7    | 胡錦濤    | 中共中央政治局常委 中共中央書記處書記 中共中央黨校校長 | | 中央黨的建設工作領導小組組長                                                       |

#### 中央政治局委员
| 按姓氏筆劃為序 | 肖像 姓名 | 党职 | 公职 | 分工                                                |
| -------------- | --------- | --- | --- | --------------------------------------------------- |
| 2              | 丁關根    | 中共中央政治局委员 中共中央書記處書記 中共中央宣傳部部長                                                                         | | 中央宣傳思想工作領導小組組長                        |
| 5              | 田紀雲    | 中共中央政治局委员 全國人大常委會黨組副書記                                                                                      | 全國人民代表大會常務委員會副委員長 （排名第1）                                                                                                |                                                     |
| 6              | 李嵐清    | 中共中央政治局委员 國務院黨組成員                                                                                                | 中華人民共和國國務院副總理 （排名第4） |                                                     |
| 6              | 李鐵映    | 中共中央政治局委员 國家體改委黨組書記                                                                                            | 國務委員兼國家經濟體制改革委員會主任 |                                                     |
|                | 楊白冰    | 中共中央政治局委员 | |                                                     |
|                | 吳邦國    | 中共中央政治局委员 中共上海市委書記 （1992年至1994年） 中共中央書記處書記 （1994年至1997年） 國務院黨組成員 中央大型企業工委書記 | 中華人民共和國國務院副總理 （排名第5） （1995年至1997年）                                                                                     |                                                     |
|                | 鄒家華    | 中共中央政治局委员 國務院黨組成員                                                                                                | 中華人民共和國國務院副總理 （排名第2） | 全國礦產資源委員會主任 國務院信息化工作領導小組組長 |
|                | 陳希同    | 中共中央政治局委员 中共北京市委書記 （1992年至1995年）                                                                           | |                                                     |
|                | 姜春雲    | 中共中央政治局委员 中共山東省委書記 （1992年至1994年） 中共中央書記處書記 （1994年至1997年） 國務院黨組成員                      | 中華人民共和國國務院副總理 （排名第6） | 國家防汛抗旱總指揮部總指揮                          |
|                | 錢其琛    | 中共中央政治局委员 國務院黨組成員                                                                                                | 中華人民共和國國務院副總理 （排名第3） 中華人民共和國外交部部長 全國人大常委會香港特區籌委會預備工作委員會主任 全國人大香港特區籌委會主任委員 | 中央對台工作領導小組副組長                          |
|                | 黃菊      | 中共中央政治局委员 （1994年至1997年） 中共上海市委書記 （1994年至1997年）                                                        | 上海市市長（至1995年） |                                                     |
|                | 尉健行    | 中共中央政治局委员 中共中央書記處書記 中共中央紀委書記 中共北京市委書記 （1995年至1997年）                                       | 中華全國總工會執行委員會主席 |                                                     |
|                | 謝非      | 中共中央政治局委员 中共廣東省委書記                                                                                              | |                                                     |
|                | 譚紹文    | 中共中央政治局委员 中共天津市委書記 （1993年逝世）                                                                               | |                                                     |

### 中央委员会候补委员
| 排名 | 肖像 姓名 | 党职                                            | 公职                                           | 分工                       |
| ---- | --------- | ----------------------------------------------- | ---------------------------------------------- | -------------------------- |
| 1    | 溫家寶    | 中共中央政治局候補委员 中共中央書記處書記       |                                                | 中央農村工作領導小組副組長 |
| 2    | 王漢斌    | 中共中央政治局候補委员 全國人大常委會黨組副書記 | 全國人民代表大會常務委員會副委員長 （排名第2） |                            |

## 历次全会

### 一中全會
中國共產黨第十四屆中央委員會第一次全體會議於1992年10月19日在北京舉行，全會選舉產生新一屆中央領導機構。出席會議的有中央委員188人，中央候補委員129人。

### 二中全會
中國共產黨第十四屆中央委員會第二次全體會議於1993年3月5日至7日在北京舉行。出席这次全会的有中央委员184人，中央候补委员125人。有关负责同志49人列席了会议。中央政治局主持会议。中央委员会总书记江泽民作了重要讲话。全會審議通過了《關於調整「八五」計劃若干指標的建議》，將國民經濟增長速度由原定平均每年6%調整到8至9%。全會審議通過了《關於黨政機構改革的方案》，全会审议通过了中共中央政治局提出，经过与党内外协商形成的，拟向八届全国人大一次会议推荐的国家机构领导人员人选名单和拟向全国政协八届一次会议推荐的全国政协领导人员人选名单。全会决定，将上述两个名单分别向八届全国人大一次会议主席团和全国政协八届一次会议主席团推荐。
全會遞補中央候補委員王學萍（黎族）為中央委員。

### 三中全會
中國共產黨第十四屆中央委員會第三次全體會議於1993年11月11日至14日在北京舉行。出席这次会议的有中央委员182人，候补中央委员128人。有关负责同志54人列席了会议。全會由中共中央政治局主持，中央委員會總書記江澤民作重要講話。全會通過《中共中央關於建立社會主義市場經濟體制若干問題的決定》。全会指出，社会主义市场经济体制是同社会主义基本制度结合在一起的。建立社会主义市场经济体制，就是要使市场在国家宏观调控下对资源配置起基础性作用。要进一步转换国有企业经营机制，建立适应市场经济要求，产权清晰、权责明确、政企分开、管理科学的现代企业制度。

### 四中全會
中國共產黨第十四屆中央委員會第四次全體會議於1994年9月25日至28日在北京舉行。全会集中讨论了党的建设问题，并作出了《中共中央关于加强党的建设几个重大问题的决定》。《决定》指出，把党建设成为用建设有中国特色社会主义理论武装起来、全心全意为人民服务、思想上政治上组织上完全巩固、能够经受住各种风险、始终走在时代前列的马克思主义政党，这是以邓小平为核心的第二代中央领导集体开创的、以江泽民为核心的第三代中央领导集体正在领导全党继续进行的新的伟大的工程。全会增选黄菊为中央政治局委员；决定增补吴邦国、姜春云为中央书记处书记。

### 五中全會
中國共產黨第十四屆中央委員會第五次全體會議於1995年9月25日至28日在北京舉行。会议通过了《中共中央关于制定国民经济和社会发展“九五”计划和2010年远景目标的建议》。《建议》提出，实现“九五”计划和2010年远景目标的关键是实行两个具有全局意义的根本性转变，一是经济体制从传统的计划经济体制向社会主义市场经济体制转变;二是经济增长方式从粗放型向集约型转变。
全會審議並通過了中央紀律檢查委員會《關於陳希同同志問題的審查報告》，決定撤銷陳希同的中共中央政治局委員、中央委員職務，並建議依照法律程序，罷免其全國人大代表職務，並繼續進行審查。
全会按照党章规定，决定递补中央候补委员耿全礼、马启智（回族）为中央委员。全会决定增补张万年、迟浩田为中央军事委员会副主席，王克、王瑞林为中央军事委员会委员。

### 六中全會
中國共產黨第十四屆中央委員會第六次全體會議於1996年10月7日至10日在北京舉行。这次会议主要讨论了思想道德和文化建设方面的问题，会议通过了《中共中央关于加强社会主义精神文明建设若干重要问题的决议》。会议根据全面实现我国国民经济和社会发展“九五”计划和2010年远景目标的要求，分析了社会主义精神文明建设面临的形势，总结了经验和教训。本次会议把主要讨论方向放在思想道德和文化建设方面。
全会审议并通过了《关于召开党的第十五次全国代表大会的决议》，确定中共十五大于1997年下半年在北京举行。
全会按照党章规定，决定递补中央候补委员孙文盛为中央委员。

### 七中全會
中國共產黨第十四屆中央委員會第七次全體會議於1997年9月6日至9日在北京舉行。会议由中央政治局主持。中央委员会总书记江泽民作了重要讲話。会议决定，中国共产党第十五次全国代表大会于9月12日在北京召开。 
全会讨论并通过了中央委员会向党的第十五次全国代表大会的报告，讨论并通过了《中国共产党章程修正案》，一致决定将这两个文件提请党的第十五次全国代表大会审议。 
全会按照党章规定，决定递补中央候补委员克尤木·巴吾东为中央委员。 
全会审议通过了中央纪律检查委员会关于陈希同问题的审查报告，正式開除陳希同的黨籍，移交司法機關審判。